# Julio Cardeñosa
Julio Cardeñosa Rodríguez (Valladolid, 27 de octubre de 1949) es un exfutbolista internacional español que jugaba de interior izquierdo. El equipo en el que más destacó fue el Real Betis Balompié, en el que se mantuvo once temporadas, en las que jugó 306 partidos en Primera División, lo que le convierte en el cuarto jugador que más partidos ha disputado en esta categoría con el equipo bético después de Rafael Gordillo, José Ramón Esnaola y Joaquín, y con el que obtuvo una Copa del Rey. Fue 8 veces internacional con la selección de España, con la que disputó la Copa Mundial de Fútbol de 1978, en Argentina.

## Biografía
Se formó como futbolista en los equipos del San Fernando, Arandina Club de Fútbol (antes Gimnástica Arandina, hoy desaparecida) y Europa Delicias, segundo equipo del Real Valladolid CF.
Jugó como profesional del Real Valladolid CF hasta 1974 y fue traspasado al Real Betis Balompié para disputar la temporada 1974/75, donde permaneció como jugador del equipo verdiblanco hasta 1985, siendo uno de los jugadores que ha vestido la camiseta verdiblanca en más ocasiones.
Jugaba de centrocampista zurdo, con una gran calidad técnica, toque de balón y una delgada constitución física. Líder del equipo bético de finales de los 70 y principios de los 80, campeón de copa (1977) y 5 veces clasificado entre los primeros de la liga.
Fue internacional en ocho ocasiones, debutando el 30 de noviembre de 1977, en el partido contra la selección de Yugoslavia. En ese partido, suyo fue el pase de gol a Rubén Cano, que permitió la clasificación de España para la Copa Mundial de Fútbol de 1978. En este campeonato se hizo conocido internacionalmente por la ocasión de gol que falló con el portero batido, el 7 de junio de 1978, en el estadio de Mar del Plata en el partido contra Brasil: cuando se entretuvo y el defensa brasileño João Justino Amaral dos Santos sacó la pelota bajo palos en el último momento. También participó en la Eurocopa 1980, celebrada en Italia.
En 1978 estuvo a punto de fichar por el Barcelona, pero finalmente el Real Betis Balompié se negó a traspasarlo.[cita requerida] Es el jugador bético que más partidos ha disputado en primera división: 306. Tras su retirada como futbolista fue entrenador del Real Betis Balompié en las temporadas 1989/90 y 1990/91, en el Córdoba CF en la temporada 1991-1992 y en la temporada 1994-1996 entrenó al Écija Balompié.